# Panzanella

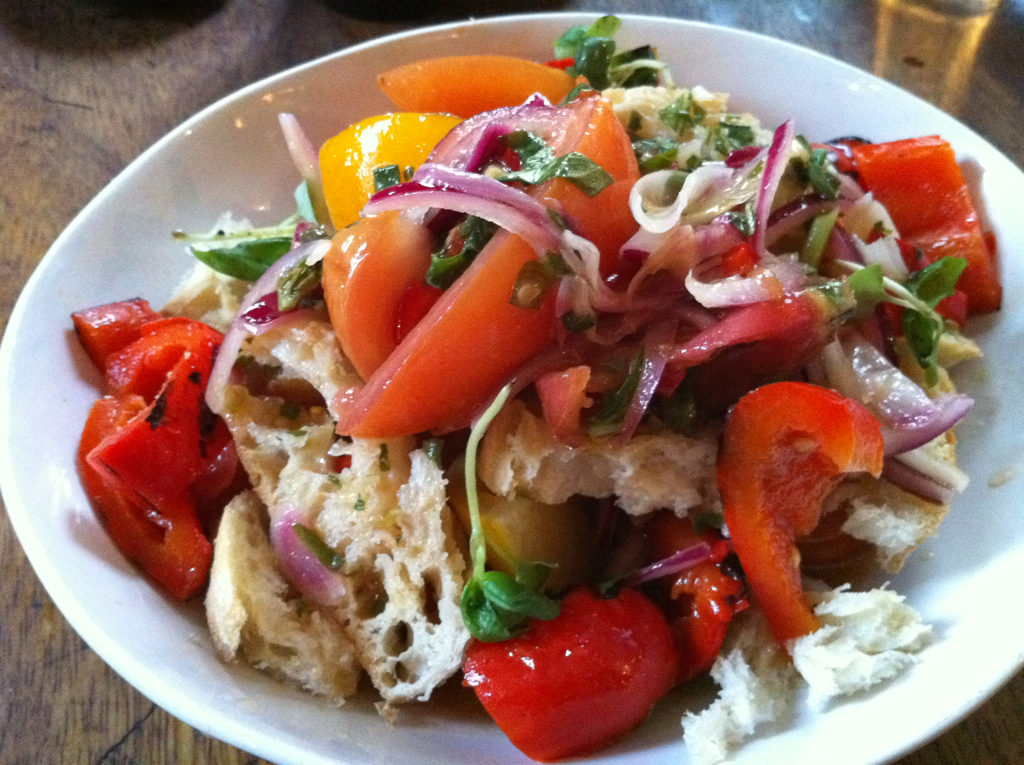
Panzanella

Panzanella ist ein italienischer Salat aus salzlosem toskanischen Pane Sciocco oder anderen italienischen Brotsorten wie Pane pugliese oder Ciabatta.
Scheiben von altbackenem Brot werden erst in Wasser eingeweicht, ausgedrückt und dann in Stückchen gerupft. In der Toskana wird es mit frischen Zutaten wie Tomaten, Zwiebeln, Kräutern wie Basilikum und wahlweise auch anderem kleingeschnittenen Gemüse sowie Olivenöl und Essig gemischt. Im Süden Italiens werden auch Anchovis, hart gekochte Eier und Knoblauch beigegeben. Das Brot nimmt die Aromen der Dressing- und Gemüsesäfte auf, so entsteht ein Gericht, dessen Konsistenz manchmal ähnlich dem spanischen Gazpacho ist. Panzanella eignet sich als Vorspeise oder als Beilage zu Grillfleisch. Die Zubereitung wird kalt serviert, aber nicht gekühlt.